# Xterm
xterm (Xterm 또는 XTerm) 은 컴퓨팅에서 X 윈도 시스템을 위한 표준 단말 에뮬레이터이다.
xterm은 X 윈도우 시스템(X Window System) 이전에 시작되었다. 원래는 X에 대한 작업을 시작한 1984년 여름 짐 게티스(Jim Gettys)의 학생 마크 밴데부르드(Mark Vandevoorde)가 VAXstation 100(VS100)용 독립형 단말 에뮬레이터로 만든 것이 시작이었다. 독립형 프로그램 보다는 X의 일부가 되는 쪽이 더 유용하다고 판단되어 대상이 X로 방향을 바꾸었다. 이후 xterm(엑스텀)은 X 윈도우 시스템의 핵심기능을 위한 주요 기능을 제공하도록 설계되었다.
수많은 xterm의 변종들도 이용이 가능하다. 수많은 X용 단말 에뮬레이터들이 xterm의 변종으로 시작되었다.
VT220과 텍트로닉스 4010을 에뮬레이트하며 ReGIS도 실험적으로 지원한다.

## 프로토콜
xterm은 다른 단말 에뮬레이터들이 채택하고 있는 몇 개의 프로토콜을 추가하였는데, 이를테면 xterm 마우스 추적과 xterm 256색 프로토콜이 있다.

## UXterm
xterm(엑스텀)은 유니코드(UTF-8)를 지원하는 UXterm을 함께 제공한다.

## 같이 보기
- GNU 나노